# Погожев, Поликарп Георгиевич
Полика́рп Гео́ргиевич Пого́жев (2 февраля 1892, с. Селитренное, Енотаевский уезд, Астраханская губерния, Российская империя ― 10 января 1941, Молотов, СССР) — советский деятель высшего образования, директор Пермского государственного педагогического института (1935―1937).

## Биография
Родился 2 февраля 1892 года в селе Селитренное Енотаевского уезда Астраханской губернии.
С 1910 года работал школьным учителем. В начале 1930-х годов был назначен директором Ростовского государственного педагогического института. За успехи в руководстве этим институтом в 1934 году по решению профсоюза был премирован месячным окладом.
В 1935 году окончил Московский государственный педагогический институт имени А. С. Бубнова. Получив диплом по специальности «Историк гражданской истории», был назначен директором Пермского государственного педагогического института. Работу в качестве директора института начал с укрепления кадрового профессорско-преподавательского состава, с претворения в жизнь приказа Народного комиссара просвещения РСФСР о «ликвидации малограмотности студентов».
Помимо административной работы, по разрешению Народного комиссариата просвещения РСФСР преподавал в институте курс по истории СССР на историческом факультете.
В сентябре 1937 года Свердловский районный комитет ВКП(б) утвердил решение партийного комитета института об исключении Погожева из партии как «потерявшего политическую бдительность и за пособничество врагу народа». Но в феврале 1938 года комиссия партийного контроля по Свердловской области восстановила его в рядах партии.
В начале 1938 года ему было предложено занять должность декана исторического факультета Сталинградского государственного педагогического института. Однако 14 апреля 1938 года он был арестован органами НКВД. До вынесения обвинения в сентябре 1940-го находился под следствием в пермской тюрьме НКВД № 1, № 2 и других. 6 сентября 1940 года тройкой НКВД был обвинён в контрреволюционной деятельности и приговорён к расстрелу. Приговор был приведён в исполнение 10 января 1941 года.
5 марта 1988 года судейской коллегией по уголовным делам Верховного суда РСФСР был полностью реабилитирован «за отсутствием состава преступления».

## Память
- В Перми, на фасаде одноэтажного дома по улице Сибирская, 26, где жил Погожев, установлена мемориальная доска[1].